# Giovanni Bietti
Giovanni Bietti (Pasadena, 3 luglio 1965) è un compositore, pianista, musicologo e divulgatore musicale italiano.
Ha studiato a Roma, conseguendo i diplomi di pianoforte e di composizione nel Conservatorio “Santa Cecilia” e la laurea in lettere presso l’Università “La Sapienza”. Ha lavorato come consulente artistico per l’Accademia Nazionale di Santa Cecilia di Roma. Negli ultimi anni è attivo in modo particolare come divulgatore musicale, dal vivo, alla radio, in televisione e come autore di libri. 

## Lezioni-concerto dal vivo
Bietti si è specializzato nella divulgazione musicale dal vivo con una formula a metà strada tra la performance e la conferenza: approfondisce i contenuti tecnici ed estetici di un brano o di un compositore attraverso l’esecuzione al pianoforte alternata alle parole. 
Questo stile divulgativo è stato sviluppato in modo particolare durante gli anni di lavoro presso l’Accademia Nazionale di Santa Cecilia, attraverso la partecipazione a iniziative come i Family Concert o Il salotto del venerdì. Nel 2008 nascono, sempre al Parco della Musica di Roma, le Lezioni di musica dal vivo, delle quali Bietti è curatore.
Gli anni successivi vedono espandersi l’attività divulgativa presso molti enti italiani, in particolare nell’ambito dell’opera e del Melodramma. Nel settembre 2010 tiene per la prima volta una lezione (su L’occasione fa il ladro di Rossini) al Teatro alla Scala di Milano, l’anno successivo è al Teatro La Fenice di Venezia (Don Giovanni di Mozart). Nel gennaio 2013 è al Teatro Petruzzelli di Bari (Otello di Verdi), e nel novembre 2014 comincia la serie delle Lezioni di opera al Teatro dell’Opera di Roma, che prosegue tuttora.
Comincia a svolgere attività divulgativa anche all’estero: nel 2018 viene invitato a tenere una serie di lezioni al Festival internazionale di Cartagena (Colombia), dove diventerà un ospite regolare.
Ha scritto vari libri sulla musica. È inoltre il direttore della collana divulgativa “Dentro la musica”, edita da Carocci; è inoltre un critico professionista nel campo enogastronomico: è stato per anni degustatore della Guida "Vini d'Italia" dell'Espresso, e ha pubblicato cinque volumi dedicati ai Vini naturali d’Italia.

### Attività radiofonica
Giovanni Bietti è una delle principali voci e dei principali autori delle Lezioni di musica, in onda ogni sabato e domenica mattina su RAI-RadioTre. Fin dalla nascita della trasmissione, nel 2012, ha condotto quasi 450 Lezioni sugli argomenti musicali più disparati (dalle composizioni Trecentesche di Guillaume de Machaut alle più recenti esperienze di musica elettronica), tra l’altro tutte reperibili in podcast.

### Attività televisiva
Le apparizioni televisive di Giovanni Bietti sono numerose. Basta qui ricordare le 12 puntate di Musica da Camera con Vista (RAI5), da lui ideate e condotte, e le 5 puntate di Superquark Musica, accanto a Piero Angela, sui RAI1. Entrambe le serie sono disponibili on-line.

## Opere

### Divulgazione musicale
- Ascoltare la Musica Classica: la Sinfonia in Haydn, Mozart, Beethoven, 2012, Edizioni Estemporanee;
- Ascoltare Beethoven, 2013, Laterza;
- Mozart all'Opera: Le nozze di Figaro, Don Giovanni, Così fan tutte, 2015, Laterza;
- Lo spartito del mondo: breve storia del dialogo tra culture in musica, 2018, Laterza;
- Il sorriso di Haydn: viaggio nelle Sinfonie, 2020, EDT;
- La musica della luce: dal Flauto magico alla Nona Sinfonia, 2021, Laterza;
- Ascoltare Verdi, 2021, Laterza;
- Schubert: Sinfonia "Incompiuta", 2023, Carocci;
- Beethoven: Grande Fuga, 2023, Carocci;
- Mozart: Le ultime tre Sinfonie, 2024, Carocci

### Critica enologica
- Vini Naturali d'Italia, 4 voll. 2010-11, Edizioni Estemporanee;
- Vini Naturali d'Italia 2.0, 2013, Edizioni Estemporanee;